# Aruba nos Jogos Olímpicos de Verão de 2000
Aruba participou dos Jogos Olímpicos de Verão de 2000 em Sydney, Austrália. Foi a sua quarta participação em Jogos Olímpicos de Verão.